# Ode to Newfoundland
Ode to Newfoundland (Ode an Neufundland) war zwischen 1904 und 1949 die Hymne von Neufundland und gilt seit 1980 wieder als offizielle Regionalhymne der kanadischen Provinz Neufundland und Labrador. Der Text der Hymne wurde 1902 von Gouverneur Sir Charles Cavendish Boyle verfasst und von dem in St. John’s lebenden deutschen Komponisten E.R. Krippner vertont. Am 22. Dezember 1902 erfolgte die Uraufführung im Casino Theatre von St. John’s. Da sich Sir Cavendish Boyle jedoch eine feierlichere Melodie wünschte, beauftragte er den britischen Komponisten Hubert Parry mit einer Neuvertonung. Am 20. Mai 1904 wurde das Lied mit der von Hubert Parry geschaffenen Musik offiziell zur Hymne der damaligen Kronkolonie Neufundland erklärt. Als Neufundland 1907 als britisches Dominion die Selbständigkeit erlangte, wurde es zur Nationalhymne des neuen Staates; es wurde auch beibehalten, als die Selbstverwaltung im Jahre 1934 wieder aufgehoben wurde. 
Nach der Vereinigung mit Kanada im Jahre 1949 wurde die Hymne zunächst nicht mehr verwendet, doch im Jahre 1980 wurde sie wieder als offizielle Provinzhymne eingeführt. Neufundland und Labrador ist damit die einzige Provinz in Kanada, die eine offizielle Hymne hat.   

## Originaltext
| 1. | When sun rays crown thy pine clad hills, And summer spreads her hand, When silvern voices tune thy rills, We love thee, smiling land. We love thee, we love thee, We love thee, smiling land.         |
| 2. | When spreads thy cloak of shimmering white, At winter’s stern command, Thro’ shortened day, and starlit night, We love thee, frozen land. We love thee, we love thee We love thee, frozen land.       |
| 3. | As blinding storm gusts fret thy shore, And wild waves lash thy strand, Thro’ spindrift swirl, and tempest roar, We love thee windswept land. We love thee, we love thee We love thee windswept land. |
| 4. | As loved our fathers, so we love, Where once they stood, we stand; Their prayer we raise to Heaven above, God guard thee, Newfoundland God guard thee, God guard thee, God guard thee, Newfoundland.  |

## Deutsche Übersetzung
| 1. | Wenn Sonnenstrahlen Deine mit Kiefern bestandenen Hügel krönen, Und der Sommer seine Hände ausstreckt, Und silberne Stimmen Deine Furchen erklingen lassen, Lieben wir Dich, lächelndes Land. Wir lieben Dich, wir lieben Dich, Wir lieben Dich, lächelndes Land. |
| 2. | Wenn sich Dein schimmernd weißer Mantel ausbreitet, Unter dem strengen Kommando des Winters, Durch kurze Tage, und sternenklare Nächte, Lieben wir Dich, gefrorenes Land. Wir lieben Dich, wir lieben Dich, Wir lieben Dich, gefrorenes Land.                     |
| 3. | Wenn wütende Stürme über Deine Ufer ziehen, Und wilde Wellen Deinen Strand peitschen, Durch drehende Strudel und Sturmgebrüll, Lieben wir Dich, winddurchfegtes Land. Wir lieben Dich, wir lieben Dich, Wir lieben Dich, winddurchfegtes Land.                    |
| 4. | Wie unsere Väter liebten, so lieben wir, Wo sie einst standen, stehen wir; Ihr Gebet senden wir zum Himmel dort oben, Gott schütze Dich, Neufundland Gott schütze Dich, Gott schütze Dich, Gott schütze Dich, Neufundland.                                        |

## Weblink
- Ode to Newfoundland, gespielt von der Royal Newfoundland Regiment Band (MP3; 1,4 MB)